# Anton Srholec
Anton Srholec (12. června 1929, Skalica – 7. ledna 2016, Bratislava) byl slovenský římskokatolický kněz a salesián, spisovatel a charitativní pracovník, zakladatel a ředitel resocializačního centra Resoty.

## Příprava na kněžství
Anton Srholec se narodil jako jedno ze sedmi dětí rodičů malorolníků. Studoval na gymnáziu v Skalici, v Trnavě a v Šaštíně. Už v roce 1946 vstoupil do salesiánské společnosti s cílem věnovat se výchově chudé mládeže. Jelikož v roce 1950 komunistický režim rozpustil všechny řeholní společnosti, mohl maturovat v roce 1951 v Bratislavě už jen jako civilní osoba.
Jelikož mu nebylo v té době umožněno studovat teologii, v roce 1951 se pokusil (jako mnoho jiných mladých lidí) ilegálně překročit hranice, aby v cizině mohl dosáhnout svého cíle. Útěk, organizovaný knězem Titem Zemanem, se kvůli rozvodněné Moravě nevydařil, proto byl ve skupině asi 20 podobně obžalovaných bohoslovců a kněží odsouzen za trestný čin pokusu o nepovolené překročení státních hranic. Jednání se konalo před Státním soudem v Bratislavě a skupina byla odsouzena celkem na 289 let vězení, Anton Srholec na 12 let. Ve vězení strávil 10 let. Převážnou část z toho v uranových dolech v Jáchymově. (Pobyt v tomto pracovním táboře popsal ve své knize Světlo z hlubin Jáchymovských lágrů. Kniha později vyšla i v překladu do slovinského, německého a anglického jazyka. Z vězení ho propustili s posudkem: „Schopen vykonávat jakoukoli manuální práci.“
Po návratu z vězení byl ještě deset let dělníkem. Nepřijali ho ani za skladníka do továrny, proto pracoval na stavbách, v továrně na výrobu betonových prefabrikátů a u vysokých pecí v ostravských ocelárnách. Ve vězení i jako dělník stále studoval, především teologii. V Ostravě mu bylo umožněno studovat cizí jazyky, udělal si tam státní zkoušky z jazyka anglického a německého. Po dva roky se hlásil do kněžského semináře v Bratislavě, ale nedostal ani odpověď.
V roce 1969, v období tzv. pražského jara, dostal povolení odjet na tři měsíce do Itálie. Tamní pobyt si prodloužil na jeden rok, aby mohl dokončit teologická studia na Papežské salesiánské univerzitě v Turíně. Za kněze ho vysvětil, spolu s několika mladými muži z různých jiných národů, papež Pavel VI. dne 17. května 1970 v Římě.

## Rozhodnutí a práce kněze
V době, kdy mnoho lidí z Československa emigrovalo, se Anton Srholec i při svých znalostech cizích jazyků vrátil domů v přesvědčení, že zde může být užitečnější pro církev i pro národ.
Po návratu, sice už jako kněz, nemohl působit v duchovní službě. Pracoval jako kostelník v Blumentálském kostele v Bratislavě, kde mu později tamní děkan, kanovník Ladislav Mogyorossi, vyřídil povolení vypomáhat i v kněžských pracích v tamním kostele. Srholec kladl hlavní důraz na vystoupení v kázáních, zvláště na kulturu slova, a zaměřoval se hlavně na mládež. V té době oslovil tisíce mladých lidí. Blumentál se stal oázou v normalizující se Bratislavě.
Státní bezpečnost, která ho neustále sledovala, nemohla dovolit toto ovlivňování mládeže, proto mu zástupci státní moci odebrali souhlas pro Bratislavu, a biskup ho s jejich vědomím poslal za správce farnosti do Perneku. Jednoho večera roku 1975 někdo zaklepal na farní dveře s prosbou, že chce dát tajně pokřtít dítě. Po otevření neznámí muži Srholce napadli, zbili, od vážnějších zranění ho zachránili pouze sousedé. Poněvadž však do Perneku chodilo stále hodně věřících přátel, po třech letech ho přeložili do Velkého Záluží a nakonec, doslova za trest, do Záhorské Vsi. V roce 1985 mu odebrali státní souhlas na celkové působení v duchovní správě s tím, že jeho činnost se neshoduje s představami Úřadu pro věci církevní. Byl vyšetřován pro svou aktivní účast na slavnostech na Velehradě, kde na pouti 7. července 1985 zorganizoval mládežnický program. Stal se opět dělníkem. Poslední čtyři roky před důchodem pracoval jako dělník ve skladu, nejprve v Ružinovské nemocnici v Bratislavě a poté v Doprastavu.

## Život v důchodu
V roce 1989 Anton Srholec odešel do starobního důchodu. Jako důchodce byl činný ve Slovenském helsinském výboru pro práva menšin, v české sekci Společnosti pro vědu a umění, byl členem rady Konta naděje, byl činný v Konfederaci politických vězňů a v jiných společenských a sociálních organizacích.
Byl také členem Mezinárodního ekumenického sdružení (IEF), teologického fóra, kde se setkává s podobně smýšlejícími teology na slovenské úrovni. Podporuje pokrok teologického výzkumu jako příspěvek k obrodě slovenského národa a duchovní obnově, čímž se snaží přispět k uskutečnění zásad druhého vatikánského koncilu na Slovensku. Protože ovládal německý jazyk, účastnil se teologických seminářů v Německu, kde měl řadu přátel (např. biskup Kamphaus z Limburgu, zesnulý teolog Karl Rahner, rakouská velvyslankyně Gabriele Matznerová Holzerová) a dělil se s nimi o své zkušenosti se životem podle víry.
V roce 1992 američtí věřící ocenili jeho záslužnou činnost ve prospěch církve a zařídili mu pozvání amerického prezidenta Clintona na modlitbu se snídaní (Prayer breakfast).
Od roku 1992 se věnoval bezdomovcům, pro které zřídil dům v bratislavské městské části Podunajské Biskupice. V domově zvaném Resoty je ubytováno 60 bezdomovců a 40 jich do domu dochází. Je to nestátní občanské sdružení, které žije ze sociálních příspěvků bezdomovců a z pomoci dobrodinců. K Srholcovi se stále hlásili i ti, kteří jsou na okraji společnosti, v církvi nebo jinak postižení občané.
Vedle sociální činnosti se věnoval publicistice. Přispíval do různých periodik, věnoval se přednáškové a poradenské činnosti při sociálních projektech, zejména týkajících se bezdomovců.
Během komunistického režimu mnoho let podporoval a psal do samizdatových časopisů. Tehdy napsal knížečky: Experiment lásky, Nová rodina v novém světě (1989) a Každodenní zamyšlení.

## Vyznamenání
- V červnu 1999 mu Trnavská univerzita v Trnavě udělila titul Dr.hc za práci v sociální sféře.
- V září 1999 mu město Skalica udělilo čestné občanství.
- V říjnu 1999 dostal Cenu kardinála Königa jako ocenění za práci pro víru a svobodu.
- V letech 1995, 1999, 2002 a 2003 byl laureátem, v roce 2001 hlavním laureátem ocenění Dar roku od České humanitární rady.
- V roce 2003 mu prezident Rudolf Schuster propůjčil státní vyznamenání Řád Ľudovíta Štúra II. třídy.
- V roce 2004 mu Ústředí slovenské křesťanské inteligence udělilo cyrilometodějskou medaili.
- V roce 2014 se stal jedním z pětice oceněných Cenou Paměti národa.
- V roce 2019 dosáhl třetího místa v anketě Rozhlasu a televize Slovenska (RTVS) Najväčší Slovák[1]